# Кондурчинский
Кондурчинский — посёлок в Красноярском районе Самарской области. Входит в состав сельского поселения Красный Яр.

## География
Находится на левом берегу реки Кондурча на расстоянии примерно 2 километра по прямой на северо-запад от районного центра села Красный Яр.

## Население
Постоянное население составляло 25 человек (татары 76 %) в 2002 году, 42 в 2010 году.